# Aldrovandia rostrata
Aldrovandia rostrata is een straalvinnige vissensoort uit de familie van rugstekelalen (Halosauridae). De wetenschappelijke naam van de soort is voor het eerst geldig gepubliceerd in 1878 door Günther.